# Draconitische maand
Een draconitische maand of knopenmaand is de gemiddelde tijd tussen twee opeenvolgende doorgangen van de Maan door de klimmende knoop, ofwel de tijd tussen twee momenten waarop de Maan bij het doorlopen van zijn baan de ecliptica, dat is het baanvlak van de Aarde, van zuid naar noord snijdt.
De baan van de Maan vertoont precessie als gevolg van de aantrekkingskracht van de Zon. De maansknopen nemen hierdoor geen vaste positie in maar maken gedurende 18,6 jaar een volledige revolutie over de ecliptica, in een richting die tegengesteld is aan de richting waarin de Maan om de Aarde draait. Een draconitische maand, van 27,212 220 dagen, is daarom ongeveer 2,5 uur korter dan een siderische maand.
- Aarde-Maan, met een paragraaf over de draconitische maand, gearchiveerd